# M34発煙手榴弾
M34発煙手榴弾（M34はつえんしゅうりゅうだん、M34 White Phosphorus Smoke Grenade）は、1959年にアメリカ軍に採用された煙幕生成用手榴弾（発煙弾）。
遮蔽や信号、または着火目的で使用されるものであり、兵士による投擲では約30m、アダプターを用いてライフルグレネードとした場合には約175mの射程とされる。形状は、底部がすぼまった円柱形をしており、それに安全ピン及び安全レバーが付けられている。外殻は鉄製で、内容物には白リン(白リン弾,WP)が用いられている。使用時は、安全ピンを外し、次に安全レバーを解除すると信管が作動、4ないし5秒後に点火し、約60秒間白リンが燃焼し、煙幕を生成する。

## 要目
- 長さ：5.2インチ (13 cm)[2]
- 直径：2.375インチ (6.03 cm)[2]
- 重量：15オンス (430 g)[2]
- 信管：M206A2[2]
- 内容物：白リン